# Climax (podnik)
Climax je největší českou firmou vyrábějící stínicí systémy. Společnost založil Miroslav Jakubec, který od roku 1992 jako živnostník montoval se svým společníkem těsnění do oken a dveří. Společnost Climax byla založena roku 1996 a své výrobky vyváží do 32 zemí z celého světa. Společnost zaměstnává téměř 600 osob a její roční obrat přesáhl 1,4 miliardy korun.

## Historie
První kroky společnosti sahají do roku 1992, kdy zakladatel a majitel firmy Climax Miroslav Jakubec začal se společníkem montovat těsnění do oken a dveří. V roce 1994 zahájili v České republice výrobu vlastních vnitřních žaluzií. O dva roky později byla společnost Climax zapsaná do obchodního rejstříku.

## Výroba
Climax vyrábí ve Vsetíně desítky typů venkovního a vnitřního stínění: venkovní žaluzie, venkovní rolety, fasádní clony, markýzy, pergoly, vnitřní žaluzie, vnitřní látkové stínění nebo sítě proti hmyzu.
Výrobky Climax se vyvážejí do celého světa – jsou v každé evropské zemi, na Blízkém východě nebo v Austrálii. Firma má v Evropě své dceřiné společnosti – ve Francii Baumann Hüppe a ve Švýcarsku Climax Swiss.

## Dobročinná a propagační činnost
Climax se nejen svou výrobou dlouhodobě podílí na rozvoji vsetínského regionu. V rámci firemního projektu „Pomáháme“ každoročně rozděluje stovky tisíc korun mezi charitativní a vzdělávací projekty napříč regionem. V roce 2021 činila darovaná částka téměř 700tis. Kč. Firma opakovaně podpořila sociální a zdravotnické organizace převážně v regionu, ale také jednotlivce. Climax také sponzoruje vsetínský hokejový klub VHK Vsetín a zlínský fotbalový klub FC Trinity Zlín.

## Získaná ocenění
Společnost se pyšní několika oceněními. Miroslav Jakubec se dostal z tisíce přihlášených do finále soutěže Podnikatel roku 2010. V roce 2018 se v soutěži Vodafone Firma roku Zlínského kraje stal Climax druhou nejlepší firmou v kraji a získal také titul Odpovědná firma roku. V roce 2020 město Vsetín Climax ocenilo za dárcovství a dobročinnosti. Společnost získala titul Firemní Filantrop. 